# Larentiinae
De Larentiinae zijn een onderfamilie van vlinders in de familie van de spanners (Geometridae).

## Geslachtengroepen
- Asthenini
- Cataclysmiini
- Chesiadini
- Cidariini
- Dyspteridini
- Erateinini
- Eudulini
- Euphyiini
- Eupitheciini
- Hydriomenini
- Larentiini
- Lythriini
- Melanthiini
- Operophterini
- Perizomini
- Phileremini
- Rheumapterini
- Scotopterygini
- Solitaneini
- Stamnodini
- Trichopterygini
- Triphosini
- Xanthorhoini